# 洲子 (嘉義縣)
洲子，原寫為洲仔，舊名洲仔內，是臺灣嘉義縣東石鄉的一個傳統地域名稱，位於該鄉中部略偏東南，並延伸至邊界上。相較於今日行政區，其範圍大致包括洲仔村東大半部不含東南端、圍潭村西南端。

## 歷史
台灣日治初期，洲子地區為一街庄（舊制街庄），稱為「洲仔內庄」，隸屬於大坵田西堡。該庄昔日西隔樸仔腳溪（今名朴子溪）與墩仔頭庄為界，北與雙連潭庄為鄰，東邊為港墘庄，南邊為貴舍庄、後埔庄。
1901年（日治明治三十四年）11月11日，全台設置二十廳，該庄隸屬於嘉義廳。1904年（明治三十七年）2月20日，該庄編入「港墘區」，並改名為「洲仔庄」，隸屬於嘉義廳。1905年（明治三十八年）7月1日，各區管轄區域調整，該庄仍隸屬於嘉義廳的「港墘區」。1909年（明治四十二年）10月25日，全台整併二十廳為十二廳，該庄仍隸屬於嘉義廳。1910年（明治四十三年）1月18日，各區管轄區域調整，該庄仍隸屬於嘉義廳的「港墘區」。1920年（大正九年）10月1日，全台廢十二廳改設五州二廳，該庄改制並雅化為「洲子」大字，隸屬於臺南州東石郡東石庄（新制街庄）。
戰後東石庄改制為東石鄉，隸屬於臺南縣，大字亦改制為村。1950年（民國39年）10月25日，雲、嘉、南分治，東石鄉改隸屬於嘉義縣。

## 聚落
本地區發展較早的聚落為洲仔內，在日治期初期的官方地圖上已有記載。

## 交通
省道台82線又稱「東西向快速公路－東石嘉義線」，橫貫本地區中部，屬平面路段，在本地區西部與縣道168號交會處以西兩者共線。由該道路西行可前往東石鄉東石市區，並止於縣道168號路口；東行可進入高架路段以快速前往台82線沿線各地，或連接國道1號、國道3號。
縣道168號又稱「嘉朴公路」，是東石至中庄的道路，經過本地區北部，在本地區西部與省道台82線交會處以西兩者共線。由該道路西行可前往東石鄉東石市區；東行可前往朴子市、太保市、水上鄉，並止於中庄的縣道165號轉角路口。
鄉道嘉12線是雙連潭至湖底的道路，其西側端點（起點）位於本地區北部邊界地帶的縣道168號路口。
鄉道嘉14線是洲仔至港墘的道路，其西側端點（起點）位於本地區西部的縣道168號路口。

## 學校
- 港墘國小洲子分校（已廢校）